# اسپندار میناز ژرایس
اسپندار میناز ژرایس (نام علمی: Cereus estevesii) نام یک گونه از سرده اسپندارها است.